# Эррасурис Эчауррен, Федерико
Федерико Эррасурис Эчауррен (исп. Federico Errázuriz Echaurren; 16 ноября 1850, Сантьяго, Чили — 12 июля 1901, Вальпараисо, Чили) — чилийский политический и государственный деятель, 13-й президент Чили в 1896—1901 годах. Юрист.

## Биография
Баск по происхождению. Родился в семье Федерико Эррасуриса Саньярту, 8-го Президента Чили (1871—1876).
Высшее юридическое образование получил в Национальном институте и Чилийском университете, который окончил в 1873 г.
После получения образования управлял семейным бизнесом Huique, в провинции Кольчагуа. В 1876 г. он был впервые избран в качестве кандидата от Либеральной партии в состав Конституционного собрания.
В 1890 г. президент Хосе Мануэль Бальмаседа назначил его военно-морским министром. После отставки министра внутренних дел Белизарио Праца в 1891 г. он выступил против президента и потребовал его отставки. После окончания Гражданской войны в Чили (1891), в которой он не принимал участия, по состоянию здоровья отправился в Германию. В течение полутора лет путешествовал по Европе, получил аудиенцию у Папы Римского Льва XIII .
В 1894 г. вернулся в Чили и был избран сенатором. В том же году президент Хорхе Монтт назначил его министром юстиции и народного просвещения.
На президентских выборах в Чили в 1896 г. в качестве кандидата либерально-консервативной прокатолической коалиции одержал победу над либералом Висенте Рейесом. Избран президентом Чили после подтверждения Конгресса. Занимал кресло президента с 18 сентября 1896 по 12 июля 1901 года. На этом посту олкнулся с оппозиционным большинством в Палате депутатов, что ограничило его свободу действий.
Экономическая ситуация в Чили была на тот момент неблагоприятной: цена на селитру упала, что серьезно ударило по экспортным доходам страны. Начали усиливаться социальные конфликты, вызванные тяжелыми условиями труда и жизни рабочих. Внешняя политика Чили была враждебна в отношении всех соседних государств: Боливия и Перу были унижены итогами Второй тихоокеанской войны и не признавали чилийской аннексии части их территорий. При этом правительство Чили не устраивала демаркация границы с Аргентиной в Патагонии и вдоль южных Анд. Несмотря на посреднические усилия Великобритании, отношения между двумя странами обострились и едва не привели к войне.
В этой сложной ситуации он принял решение ввести в состав правительства помимо консерваторов трех представителей либеральной оппозиции. Этим решением он нейтрализовал оппозиционное большинство в Палате депутатов. Активно занимался развитием государственного образования и здравоохранение, а также улучшением городской инфраструктуры. В фискальной политике он взял курс последовательную профилактику инфляции.
В июне 1900 г. вновь был вынужден отправиться на лечение в Германию, в октябре вернулся в Чили. Вскоре скоропостижно скончался от тромбоза.